# Saint-Lattier
Saint-Lattier é uma comuna francesa na região administrativa de Auvérnia-Ródano-Alpes, no departamento de Isère. Estende-se por uma área de 18,17 km², com 1 031 habitantes, segundo os censos de 1999, com uma densidade de 56 hab/km².